# Francisco Javier Múnera Correa
Francisco Javier Múnera Correa (Copacabana, 21 ottobre 1956) è un arcivescovo cattolico colombiano, dal 25 marzo 2021 arcivescovo metropolita di Cartagena e dal 2 luglio 2024 presidente della Conferenza Episcopale della Colombia.

## Biografia

### Formazione e ministero sacerdotale
Dopo essere entrato nell'ordine religioso dell'Istituto missioni Consolata, è stato ordinato presbitero l'8 agosto 1982.

### Ministero episcopale
Il 28 novembre 1998 papa Giovanni Paolo II lo ha nominato vicario apostolico di San Vicente-Puerto Leguízamo, assegnandogli la sede titolare di Acque Nuove di Numidia. Ha ricevuto l'ordinazione episcopale dal cardinale prefetto della Congregazione per l'Evangelizzazione dei Popoli, Jozef Tomko, l'11 febbraio dell'anno successivo, co-consacranti il nunzio apostolico della Colombia Paolo Romeo, in Colombia, e dall'arcivescovo di Tunja Luis Augusto Castro Quiroga.
Il 27 settembre 2004e il 16 giugno 2012 è stato ricevuto in udienza papale insieme agli altri vescovi colombiani durante la visita ad limina.
Con l'elevazione del vicariato apostolico a diocesi di San Vicente del Caguán, il 30 maggio 2019, è stato nominato primo vescovo diocesano. La presa di possesso è avvenuta il 10 agosto successivo. Nello stesso anno ha partecipato all'assemblea speciale per la Regione Panamazzonica, svoltasi dal 6 al 27 ottobre. 
Il 25 marzo 2021 papa Francesco lo ha nominato arcivescovo di Cartagena. Ha fatto il suo ingresso solenne in cattedrale il 22 maggio dello stesso anno.
Il 2 luglio 2024 è stato eletto presidente della Conferenza Episcopale della Colombia.

## Genealogia episcopale
La genealogia episcopale è:
- Cardinale Scipione Rebiba
- Cardinale Giulio Antonio Santori
- Cardinale Girolamo Bernerio, O.P.
- Arcivescovo Galeazzo Sanvitale
- Cardinale Ludovico Ludovisi
- Cardinale Luigi Caetani
- Cardinale Ulderico Carpegna
- Cardinale Paluzzo Paluzzi Altieri degli Albertoni
- Papa Benedetto XIII
- Papa Benedetto XIV
- Papa Clemente XIII
- Cardinale Enrico Benedetto Stuart
- Papa Leone XII
- Cardinale Chiarissimo Falconieri Mellini
- Cardinale Camillo Di Pietro
- Cardinale Mieczysław Halka Ledóchowski
- Cardinale Jan Maurycy Paweł Puzyna de Kosielsko
- Arcivescovo Józef Bilczewski
- Arcivescovo Bolesław Twardowski
- Arcivescovo Eugeniusz Baziak
- Papa Giovanni Paolo II
- Cardinale Jozef Tomko
- Arcivescovo Francisco Javier Múnera Correa, I.M.C.